# Gouvernement Plaek Phibunsongkhram (1)
Thaïlande
8e cabinet
(Phot Phahonyothin V) 10e cabinet
(Plaek Phibunsongkhram II)
Le premier gouvernement Plaek Phibunsongkhram (thaï : คณะรัฐมนตรีแปลก พิบูลสงคราม 1, litt. Cabinet Plaek Phibunsongkhram 1) est le neuvième gouvernement du Siam, puis de la Thaïlande, entre le 20 décembre 1938 et le 7 mars 1942.
Succédant au cinquième gouvernement de Phot Phahonyothin, Premier ministre sortant, il s'agit du premier gouvernement dirigé par Plaek Phibunsongkhram. Son propre deuxième gouvernement lui succède en 1942.

## Historique du mandat

### Formation
Le précédent gouvernement, le cinquième et dernier de Phot Phahonyothin, Premier ministre sortant, prend fin le 16 décembre 1938, à la suite de l'élection législative du 12 novembre et à la nomination de Plaek Phibunsongkhram à la fonction de celui-ci le même jour.
Le gouvernement est nommé le 20 décembre.
La politique générale du gouvernement est ensuite présentée devant la troisième législature de la Chambre des représentants le 26 décembre. Elle obtient sa confiance le jour même.

### Fin
Le 6 mars 1942, le Premier ministre ainsi que l'ensemble des membres du gouvernement remettent leurs démissions.
Le lendemain, Plaek Phibunsongkhram est reconduit à ses fonctions de Premier ministre. Le deuxième gouvernement Plaek Phibunsongkhram est ensuite nommé le même jour.

## Composition initiale

### Premier ministre et ministres
| Fonction                                                        | Nom                   |
| --------------------------------------------------------------- | --------------------- |
| Premier ministre Ministre de la Défense Ministre de l'Intérieur | Plaek Phibunsongkhram |
| Ministre des Finances                                           | Pridi Banomyong       |
| Ministre des Affaires étrangères                                | Jit na Songkhla       |
| Ministre de l'Agriculture                                       | Muni Mahasandana      |
| Ministre de l'Éducation                                         | Sin Kamonnawin        |
| Ministre de la Justice                                          | Thawan Thareesawat    |
| Ministre des Affaires économiques                               | Pao Phianlert         |
| Ministre sans portefeuille                                      | Thian Kengradomying   |
| Ministre sans portefeuille                                      | Uthai Saengmanee      |
| Ministre sans portefeuille                                      | Chuang Kwancherd      |
| Ministre sans portefeuille                                      | Direk Chainam         |
| Ministre sans portefeuille                                      | Det Sanitwong         |
| Ministre sans portefeuille                                      | Tua Laphanukrom       |
| Ministre sans portefeuille                                      | Sanguan Chutatemee    |
| Ministre sans portefeuille                                      | Phan Amphaiwan        |
| Ministre sans portefeuille                                      | Prayoon Phamonmontri  |
| Ministre sans portefeuille                                      | Mungkorn Phonyothin   |
| Ministre sans portefeuille                                      | Wichit Wichitwathakan |
| Ministre sans portefeuille                                      | Por Prokupt           |
| Ministre sans portefeuille                                      | Pian Piriyayothin     |
| Ministre sans portefeuille                                      | Sangwon Suwannacheep  |
| Ministre sans portefeuille                                      | Charoon Rattanakul    |

### Vice-ministres
- Khuang Aphaiwong, vice-ministre de l'Éducation
- Ming Phuengprachan, vice-ministre de l'Intérieur

## Évolution de la composition

### 13 avril 1939
- Mungkorn Phonyothin, ministre sans portefeuille, est nommé vice-ministre de la Défense[3].
- Sanguan Chutatemee, ministre sans portefeuille, est nommé vice-ministre des Finances[3].

### 14 juillet 1939
- Plaek Phibunsongkhram, Premier ministre, ministre de la Défense et de l'Intérieur, se voit rajouter le portefeuille supplémentaire de ministre des Affaires étrangères à la suite de la démission de Jit na Songkhla pour des raisons de santé[4].
- Direk Chainam, ministre sans portefeuille, est nommé vice-ministre des Affaires étrangères[4].

### 4 août 1939
- Chuang Kwancherd, ministre sans portefeuille, est nommé vice-ministre de l'Intérieur.
- Vilas Osathanon est nommé ministre sans portefeuille.

### 6 septembre 1939
- Charoon Rattanakul, ministre sans portefeuille, est nommé vice-ministre des Affaires économiques.

### 20-21 mars 1941
20 mars 1941
- Uthai Saengmanee, ministre sans portefeuille, est nommé vice-ministre de la Justice.

21 mars 1941
- Kuan Jintakun est nommé ministre sans portefeuille.

### 19-22 août 1941
| Date         | Portefeuille                     | Ancien titulaire      | Nouveau titulaire (ancien portefeuille)               |
| ------------ | -------------------------------- | --------------------- | ----------------------------------------------------- |
| 19 août 1941 | Ministre de la Défense           | Plaek Phibunsongkhram | Mungkorn Phonyothin (vice-ministre de la Défense)     |
| 19 août 1941 | Vice-ministre de l'Éducation     | Khuang Aphaiwong      | Prayoon Phamonmontri (ministre sans portefeuille)     |
| 19 août 1941 | Ministre des Transports          | Aucun, fonction créée | Khuang Aphaiwong (vice-ministre de l'Éducation)       |
| 20 août 1941 | Vice-ministre de l'Agriculture   | Aucun                 | Det Sanitwong (ministre sans portefeuille)            |
| 20 août 1941 | Vice-ministre des Transports     | Aucun                 | Vilas Osathanon (ministre sans portefeuille)          |
| 22 août 1941 | Ministre des Affaires étrangères | Plaek Phibunsongkhram | Direk Chainam (vice-ministre des Affaires étrangères) |
| 22 août 1941 | Ministre de l'Intérieur          | Plaek Phibunsongkhram | Chuang Kwancherd (vice-ministre de l'Intérieur)       |

### 27 août 1941
- Tua Laphanukrom, ministre sans portefeuille, décède en plein exercice de ses fonctions.

### 26 septembre 1941
- Charoon Rattanakul, vice-ministre des Affaires économiques, est nommé vice-ministre de la Défense.
- Por Prokupt, ministre sans portefeuille, est nommé vice-ministre de l'Intérieur.
- Uthai Saengmanee, vice-ministre de la Justice, est nommé vice-ministre de l'Économie.

### 31 octobre 1941
- Wichit Wichitwathakan, ministre sans portefeuille, est nommé vice-ministre des Affaires étrangères.

### 15-17 décembre 1941
| Date             | Portefeuille                          | Ancien titulaire                                      | Nouveau titulaire (ancien portefeuille)                                                    |
| ---------------- | ------------------------------------- | ----------------------------------------------------- | ------------------------------------------------------------------------------------------ |
| 15 décembre 1941 | Ministre de la Défense                | Mungkorn Phonyothin                                   | Plaek Phibunsongkhram (portefeuille supplémentaire)                                        |
| 15 décembre 1941 | Vice-ministre de la Défense           | Titulaire supplémentaire, aucun membre démissionnaire | Mungkorn Phonyothin (ministre de la Défense)                                               |
| 15 décembre 1941 | Ministre des Affaires étrangères      | Direk Chainam                                         | Plaek Phibunsongkhram (portefeuille supplémentaire)                                        |
| 15 décembre 1941 | Vice-ministre des Affaires étrangères | Titulaire supplémentaire, aucun membre démissionnaire | Direk Chainam (ministre des Affaires étrangères)                                           |
| 17 décembre 1941 | Ministre des Finances                 | Pridi Banomyong                                       | Pao Phianlert (portefeuille supplémentaire ; déjà titulaire du portefeuille de l'Économie) |
| 17 décembre 1941 | Vice-ministre des Transports          | Vilas Osathanon                                       | Non remplacé                                                                               |
| 17 décembre 1941 | Ministre sans portefeuille            | Titulaire supplémentaire, aucun membre démissionnaire | Wanich Pananon                                                                             |

### 5 janvier 1942
- Direk Chainam, vice-ministre des Affaires étrangères, est démis de ses fonctions à la suite de sa nomination en tant qu'ambassadeur de la Thaïlande au Japon.

### 13 janvier 1942
- Kuan Jintakun, ministre sans porterfeuille, est nommé vice-ministre de l'Intérieur.

### 1erfévrier 1942
- Det Saniwong, vice-ministre de l'Agriculture, est nommé vice-ministre de l'Économie.
- Uthai Saengmanee, vice-ministre de l'Économie, est nommé vice-ministre de l'Agriculture.

### 16 février 1942
- Sin Kamonnawin, ministre de l'Éducation, est nommé ministre de l'Économie (en remplacement de Pao Phianlert).
- Plaek Phibunsongkhram, Premier ministre, se voit rajouter le portefeuille supplémentaire de ministre de l'Éducation.

### 26 février 1942
Sont nommés ministre sans portefeuille :
- Thawi Bunyaket ;
- Boonjiam Komonmit ;
- Sawat Sawatnarong.